# Amrita Sérgil
Amrita Sérgil (dévanágari írással: अमृता शेरगिल; nyugaton gyakran: Amrita Sher-Gil; Budapest, 1913. január 30. – Lahor, 1941. december 5.) magyarországi születésű, indiai-zsidó származású, indiai festőművész.
Az Amrita nevet amritról, az örök élet nektárjáról, illetve a hinduizmusban ezen a néven, a zoroasztrianizmusban Amirita néven létező kis istennőről kapta. Magyar keresztneve Dalma volt. Hazánkban életművét kevésbé ismerik, de Indiában a 20. század egyik legnagyobb modern festőjeként tartják számon, aki Indiában új festészeti irányzatokat hozott létre.
A posztimpresszionizmus követői közé tartozott, példaképei Paul Cezanne, Paul Gauguin és Amedeo Modigliani voltak. Fiatal lányok (Young girls) című festménye 1933-ban elnyerte a párizsi Szalon aranyérmét (Grand Salon, Gold Medal), Amrita Sérgil lett az egyetlen ázsiai és a legfiatalabb festő, akit a Szalon tagjává választottak. 2000-ben a 20. század legjelentősebb 100 indiai személyisége közé választotta egy tudósokból álló társaság.
Művészetére nagyban hatottak gyermekkori magyar élményei (ezek nyomán született a Falusi piac című képe), valamint az ázsiai miniatúrafestészet. A régi és a modern ötvözete Indiában egy addig ismeretlen kifejezésformaként jelent meg Amrita művészete révén. 2006 márciusában az 1938-ban festett Falusi piac (Village Scene) című képét 69 millió rúpiáért vásárolta meg egy indiai üzletember Nand Khemka, ezzel a kép India legdrágább festményei közé került. Hegyvidéki nők (Hill Women) című képe 1978-ban postabélyegen jelent meg Indiában. „Végtére is a rejtélyes lángelme megtestesítője volt” – írta a festőnőről Anjana Rajan Portrait of the artist as a rebel (A művész, mint forradalmár portréja) című, Yashodhara Dalmia művét elemző írásában. Amrita Sérgil életművének nagy részét a delhi Modern Művészetek Galériája (National Gallery of Modern Art) őrzi.

## Életpályája
Apja Umrao Singh Sher-Gil Majithia egy pandzsábi indiai szikh arisztokrata, szanszkrit és perzsa nyelvtudós, édesanyja 
Gottesmann Marie-Antoinette, magyar-zsidó operaénekesnő, Baktay Ervin testvére volt. 
Felvilágosult nevelésben részesült, szerette a művészeteket, kiválóan tudott zongorázni. Egy európai utazása során, Londonban jelentkezett a Viktória királynőnél vendégeskedő Bamba hercegnő hirdetésére. A Szikh Birodalom utolsó maharadzsájának, Dalip Szingnek a lánya zeneileg művelt társalkodónőt keresett maga mellé, aki majd hazakíséri őt Indiába. Marie-Antoinette Bamba hercegnővel 1911-ben érkezett Pandzsábba, ahol találkozott Szimla rádzsájának fiával, Umrao Sher-Gillel. A találkozásból szerelem lett és a fiatalok hamarosan összeházasodtak. Umrao Singh Sher-Gil Majithia gazdag szikh arisztokrata család sarja volt, a szanszkrit és perzsa nyelvek tudósa, filozófiát és teológiát tanult, de foglalkozott csillagászattal és természettudományokkal is. Öt nyelven beszélt, úttörő szerepet játszott az indiai fényképészet megalapításában.
Az esküvő után, 1912 tavaszán Budapestre költözött a házaspár, egy Szilágyi Dezső téri bérházba, melynek Bartók Béla is a lakója volt. Itt született 1913. január 30-án első gyermekük, Amrita, és 1914 márciusában húga, Indira. Az első világháború kitörését követően a család kiköltözött a városból, előbb a Budai-hegységbe, majd Dunaharasztiba. Amrita élete első nyolc évét Magyarországon töltötte. Festőművészi hajlamai korán megmutatkoztak, már ötéves korában akvarelleket festett az édesanyja biztatására. A kisgyermekre nagy hatást gyakoroltak az édesanyjától hallott népdalok és népmesék, a népviseletek és a magyar táj. Amrita és Indira gyermekkora gondtalan és örömteli volt, édesanyjuk hullámzó kedélyállapota ellenére is, aki depresszióban szenvedett, gyakran fenyegetőzött öngyilkossággal, vagy tört ki hisztérikus rohamokban. Iskolába nem jártak, házitanítójuk tanította meg őket írni és olvasni magyarul, ebben az időben csak magyarul beszéltek.

### Indiai gyermekkora
1921-ben a család Indiába utazott. A Csandígarhtól északra fekvő Szimla városában, Himácsal Prades fővárosában, a Himalája tövénél telepedtek le. Marie Antoinette-nek nagy szerelme volt a nyugati klasszikus zene, a gyermekek tehetségesek voltak, a két lány zongorázni és hegedülni tanult. Kilencéves korában Amrita és húga fellépett a Gaiety Színházban, ami Szimla kulturális központja volt. Amrita már Magyarországon is tanult festegetni, nagybátyja Baktay Ervin útmutatásával. Akkori rajzait a népmesék és a népdalok ihlették, későbbi festményein is fellelhető ez a hatás. Indiában Beven Pateman segített továbbfejleszteni rajztudását, főleg akvarelleket és portrékat festettek. Egyetlen szomorúsága volt a lánynak, hogy úgy érezte, édesanyja jobban szereti Indirát, mint őt. Elégedetlen volt a külsejével is, ez visszahúzódóvá tette. 1923-ban Marie megismerkedett egy olasz szobrásszal, aki udvarolni kezdett neki. Umrao Singh nagyon féltékeny ember volt, de Marie-Antoinette a szobrász jelenlétét Amrita tanításával magyarázta, ezért belenyugodott, hogy náluk lakik. 1924-ben a szobrász visszatért Olaszországba és Marie a gyermekekkel követte.

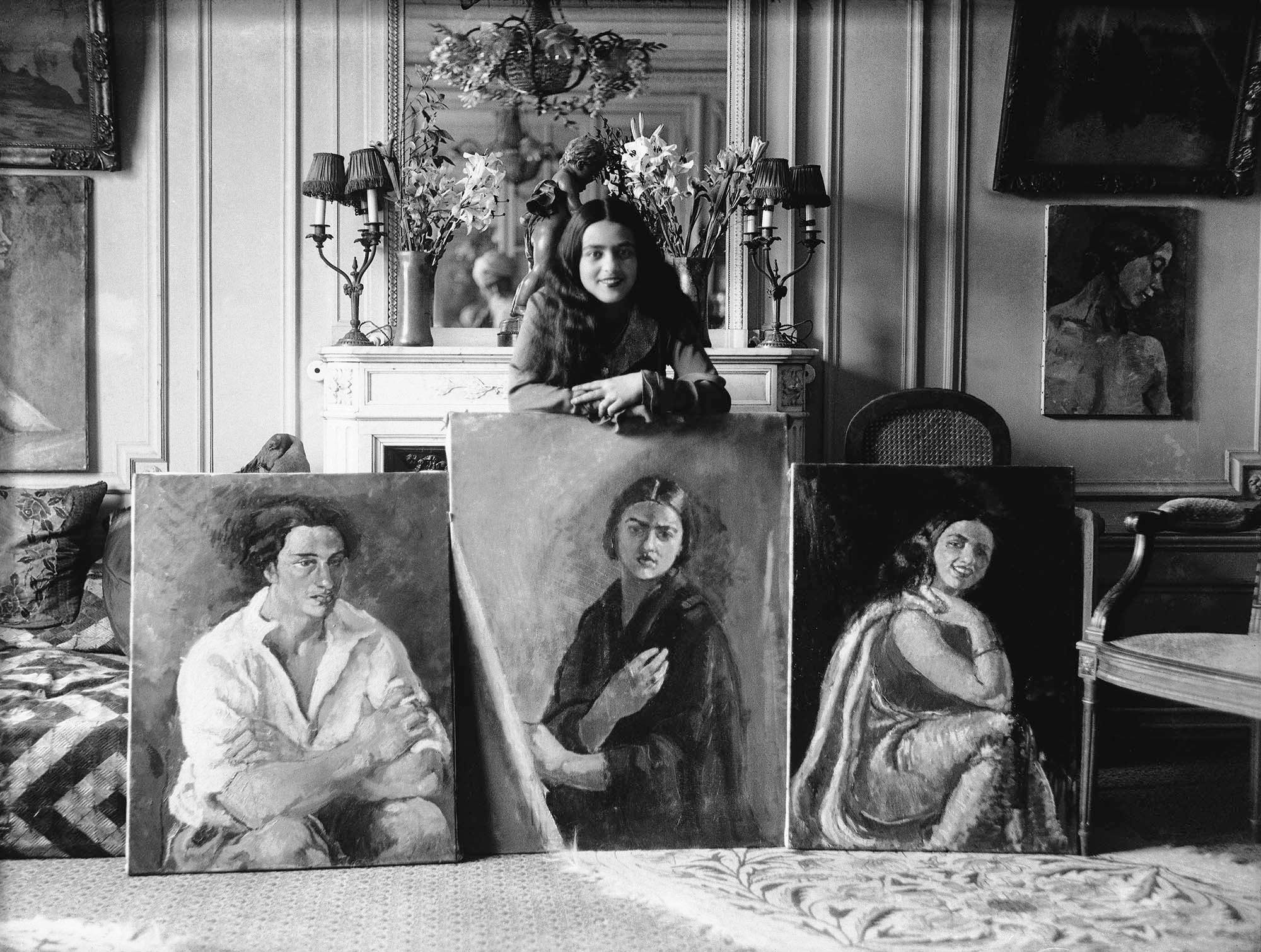
Festményeivel az 1930-as években

### Külföldi tanulmányok

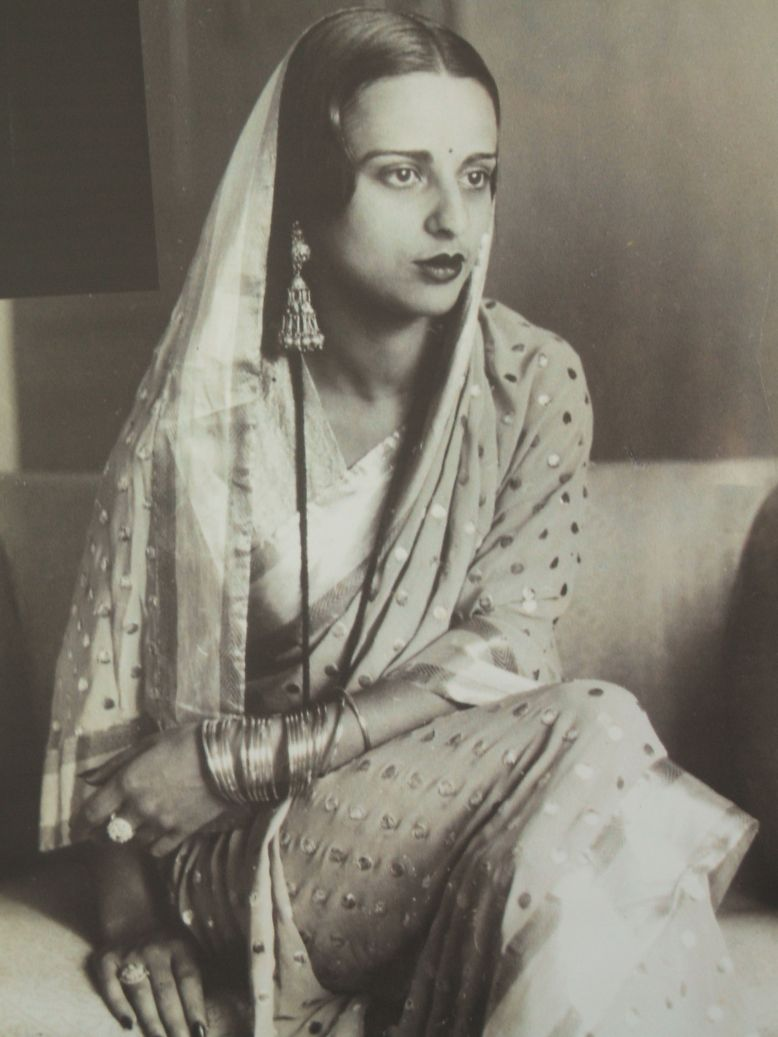
Portréja 1936-ból

Amrita Firenzében az elegáns Santa Annunciata iskolában tanult tovább, de az intézmény zárdai szigorúsága elriasztotta. Az sem javított a helyzeten, hogy Amrita elmondta a kolostorban, hogy édesapja ateista. A kolostor kiutasította, így felhagyott a tanulmányokkal és visszatértek Indiába. A lány a festészetnek, olvasásnak és zongorázásnak szentelte a következő hónapokat, legkedvesebb zeneszerzője Beethoven volt. 1927-ben a nagybátyja, Baktay Ervin meglátogatta őket Indiában, és örömmel látta, hogy az utóbbi években milyen nagy művészi fejlődésen ment keresztül a lány. Javasolta neki, hogy dolgozzon élő modellel, amit addig még nem próbált ki. A modellek a családtagokból és a család körüli emberekből álltak. Baktay Ervin kritikus szemmel vizsgálta a műveket és sok jó tanáccsal látta el. Fiatal korában ő is festőművész szeretett volna lenni, de a keleti vallások szeretete letérítette erről a pályáról. Amrita ezekben az időkben telt el önbizalommal és érezte azt, hogy most már külföldön is képes folytatni a tanulást. Újabb utazásra 1929-ben kerül sor, a fiatal lány művészeti tanulmányai fejlesztése érdekében a család Párizsba költözött. Amrita először a Académie de la Grande Chaumiére-ben tanult Lucien Simon iskolájában. „Nem tanított, hanem hagyott kínlódni minket” – írta Amrita levelében mesteréről a legnagyobb elismerés hangján. Az itt töltött idő után a híres École des Beaux-Arts tanítványa lett. Fiatal kora ellenére nagy jövőt jósolnak neki kiemelkedő tehetsége miatt. Megismerkedett a művészeti szalonokkal, galériákkal, múzeumokkal, tanulmányozta a kortárs festészetet, ugyanakkor a régi művészek alkotásait is. Ebben az időszakban a párizsi bohémek életét élte. Képei sorra születtek, több kiállításon vett részt, portréi nagy sikereket arattak, díjakat nyert.

### Művészetének kibontakozása
1933-ban a Három lány című képével bekerült a Párizsi Szalonba (Grand Salon Paris) és elnyerte az Aranyérmet. Ebben az időszakban többször járt Magyarországon is. Az indiai haza utáni honvágy azonban erősebb volt, mint a nagyvárosi élet vonzása, 1934 novemberében családjával hazaindult Indiába. Az emancipált, művelt nőt megdöbbentette az Indiában uralkodó szegénység. Festményein csontsovány embereket ábrázolt, a mindennapi élet küzdelmes történései jelentek meg rajtuk, portréi szomorúak voltak. 1935 és 1937 között született műveire a nyugati technikák és az indiai szellem együtt hatása a jellemző. Ebben a korszakban Indiában két domináns festőiskola létezett, a bengáli (hagyományos, érzelgős stílus) és a Bombay School of Art, mely modernebb irányzatot képviselt. Amrita robbanásszerűen tört be ebbe a környezetbe, forradalmi változásokat hozva új eszméivel. Gondolkodása édesapjáéhoz volt hasonló, tisztelték Gandhit és Nehrut, akik a társadalmi változások elkötelezett kezdeményezői voltak. Első modern pandzsábi festőként, Amritának határozott és világos elképzelései voltak arról, hogyan alakítsa ki egyedi technikáját, melyet a közeljövőben kívánt megfogalmazni.
India művészetének, múltjának megismerése érdekében 1936-ban Karl Khandalavala, művészeti kritikusa és barátja tanácsára délre utazott, hogy „gyökereit” felfedezze, kiállításokat és anyagi sikereket remélve. Az utazás igazi élményei számára az adzsantai és elúrai barlangtemplomokban tett látogatásai, a Pahari miniatűrök felfedezése volt.
Rövid élete alatt rengeteg szeretője volt és leszbikus kapcsolatai is voltak. 1938-ban Európába utazott, hogy újra találkozzon gyerekkori szerelmével, Egan Viktor orvostanhallgatóval, aki első unokatestvére volt.  Szülei tiltakozása ellenére 1938. július 16-án a fiatalok összeházasodtak. A tanúk Gottesmann Ernő és Hegymegi Kiss Áron voltak. Ekkoriban egy ideig Kiskunhalason is éltek, mivel férjét katonaorvosnak osztották be a helyi kerékpáros zászlóaljnál. Itt festette egyik legismertebb alkotását, Vidéki piac (1938) címmel. Ezen a kiskunhalasi belváros néhány jellegzetes épülete is feltűnik (régi gimnázium, piac, református templom).
Amrita rajongásig szerette Ady Endre költészetét. Sokat kirándultak, Verőce, Zebegény, a Dunakanyar, Dunaharaszti legalább olyan meghatározó élmény maradt a lány számára, mint találkozása Karinthy Frigyessel, Bartók Bélával. Nagyon művelt nő volt, csodálta Baudelaire, Verlaine költészetét, Dosztojevszkij, Thomas Mann, James Joyce, D. H. Lawrence és a modern magyar írók, például Szabó Dezső regényeit. Viktor doktorátusának megszerzése után és a világháború kitörése előtt, 1939 júniusában Indiába költöztek a családi otthonukba, Uttar Prades állam Gorakhpur városába. Viktor Egan itt Amrita nagybátyjának Sundar Singh Majithianak cukorgyárában helyezkedett el orvosként. Amrita a táj és a környezet tanulmányozásával töltötte az idejét. Innen számítjuk festészetének második szakaszát. A bengáli iskola, a Kalkutta csoport, Jamini Roy, Rabindranáth Tagore hatott művészetére erőteljesen. A Két elefánt című festménye már ezt a letisztult stílust tükrözi. 1941 szeptemberében a házaspár tovább költözött Lahoréba. Férje itt rendelőt nyitott, ő pedig műtermet rendezett be. Nappali fénynél festett, kerülte a mesterséges megvilágítást. Első nagy kiállításának megnyitójára készülődtek, amikor Amrita megbetegedett. A betegség hirtelen tört rá és nagyon súlyos volt. Rövidesen kómába esett és 1941. december 5-én Amrita váratlanul meghalt. Másnap a hagyományos indiai rítus szerint testét elégették és a Ravi folyóba szórták, így a betegség és a halál valódi oka rejtély maradt. A korabeli pletykák szerint Amrita állapotos volt, és a nem kívánt terhesség megszakítása okozta hashártyagyulladás végzett vele. Édesanyja nem sokkal ezután öngyilkos lett, édesapja teljesen depresszióba esett. Legutolsó befejezetlen képe is műremeknek számít.

### Hatása India művészetére

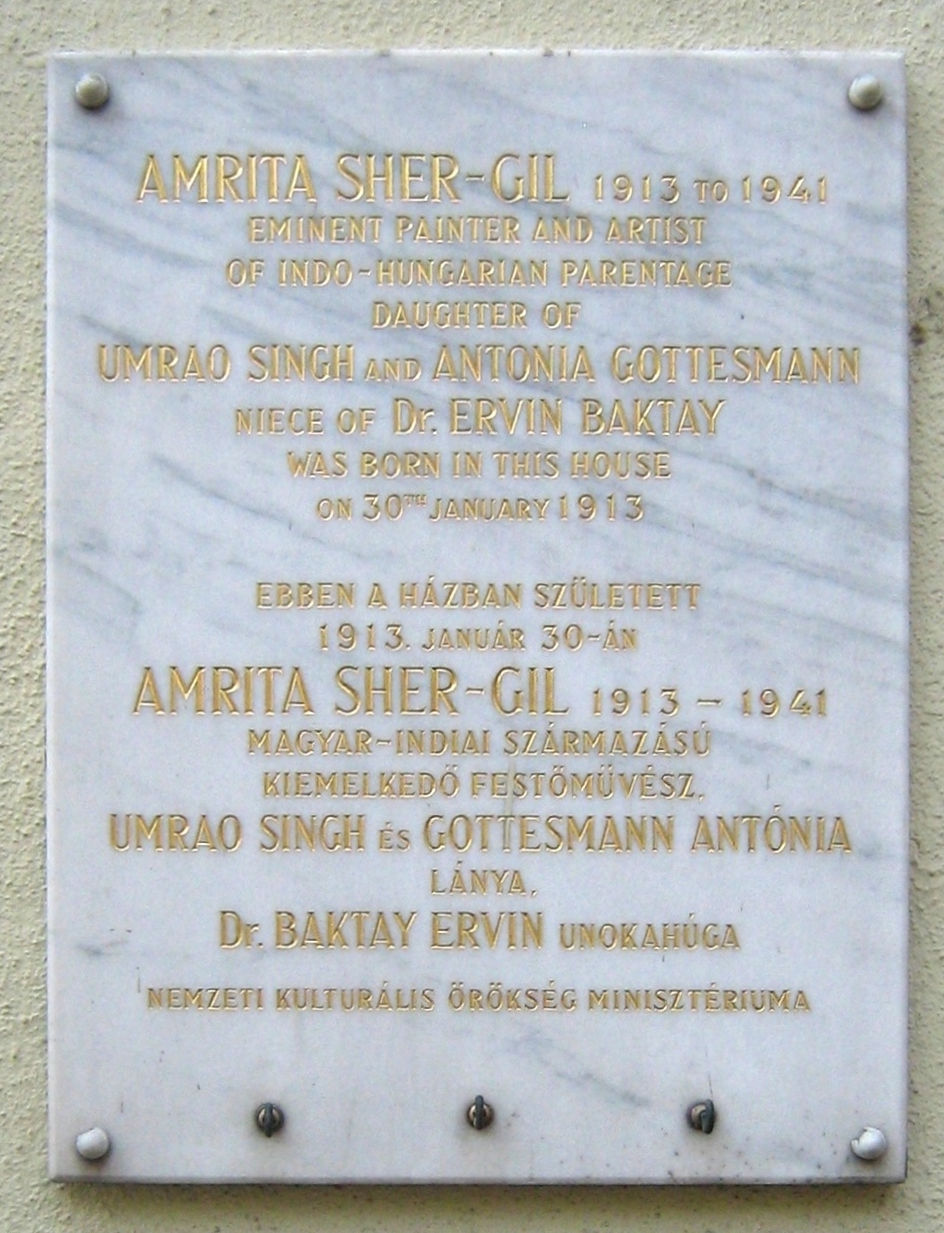
Emléktáblája szülőháza falán:
I. kerület Szilágyi Dezső tér 4.

Halála után festményeit Indiában nemzeti kincsekké nyilvánították. Nagy hatást gyakorolt a kortársakra, új stílusirányzatot teremtett. Mivel felháborította a szigorú kasztrendszer és a nők kiközösítése a társadalmi életből, elsőként festette meg a nincsteleneket, páriákat, ami nagyon merész tett volt. Ebben az időszakban fő műfaja az életkép volt. Festészete összeköti a posztimresszionista stílust India hagyományos művészetével. Képei megihlették a fiatal nemzedéket, számos követője közül a leghíresebb Tyeb Mehta, aki szintén India sikeres festői közé számít. Úttörője volt egy olyan új művészeti szemléletnek, amely az 1940-es években bontakozhatott ki jobban és India függetlenné válásának idején ért be. Kalkutta, Bombay, Delhi, Madras, voltak azok a városok ahol az új irányzatok fellendültek. Ennek nyomán alakult meg a Progresszív festők egyesülete 1944-ben Madrasban, és Delhi Silpi Chakra 1947-ben. Műveiből Vivan Sundaram különleges fotómontázsokat készített. Kiemelkedő szerepet játszott a nők emancipálásában is: művészetével kiharcolta, hogy a nők iskolába járhassanak és alkothassanak, ami korábban a férfiak kiváltsága volt. Életművét Vivan Sundaram, Amrita unokaöccse és annak művészettörténész felesége, Geeta Kapur gondozza.

## Leghíresebb festményei
Leghíresebb festményei közé a nőkről készült mezítelen képek és a nincstelen páriákat ábrázoló vásznak számítanak. Abban a korban a nőket nem volt szokás meztelenül ábrázolni. Indiában pedig egyenesen megbotránkoztatónak találták. 1933-ban festett képe az Alvó nő (Sleeping Woman) egyike ezeknek a festményeknek. Fiatal lányok (Young Girls) című festménye elnyerte a Párizsi szalon aranyérmét 1933-ban, ami azért is nagyon fontos volt, mert egyedüli ázsiaiként és a legfiatalabb művészként kapta meg. 
A képen húgát és egy barátnőjét festette meg. Indira baloldalt európai ruhában ül, míg jobb oldalon Denise Proutaux. Műveinek forradalmár stílusa miatt sokat bántották, ezért 1935-ben úgy döntött, hogy visszaadja a díjat és a pénzt, azzal az indoklással, hogy adják olyannak, aki hagyományos képeket fest. Halála után elismerték tehetségét és nagy népszerűségre tett szert, a Hegyvidéki nők (Hill Women) című képe 1978-ban postabélyegen jelent meg Indiában. Érdekességként megemlíthető, hogy a kép párja a Hill Man kevésbé lett sikeres.
A Falusi piac című képe melyet 1938-ban festett, 69 millió rúpiáért kelt el 2006-ban és ezzel a kép India legdrágább festményei közé került.
A művészettörténészek véleménye szerint az előbbiekben felsoroltakon kívül, a legjobb festmények közé tartozik még az 1940-ben festett Shringaar című kép és a Két elefánt, mely híven tükrözi a posztimpresszionista hatásokat. Művészet szempontjából az aktok között a Nővér, mint modell (Sister as a model), az Önarckép (Self portrait) jelentős. A szegénységet ábrázoló életképeinél a Gyümölcsárusok (Fruit vendors), a Törzsi nők (Tribal women) és a Kelet-indiai falusiak mennek a piacra (South Indian Villagers Going to Market) említésre méltó.

## Válogatás festményeiből

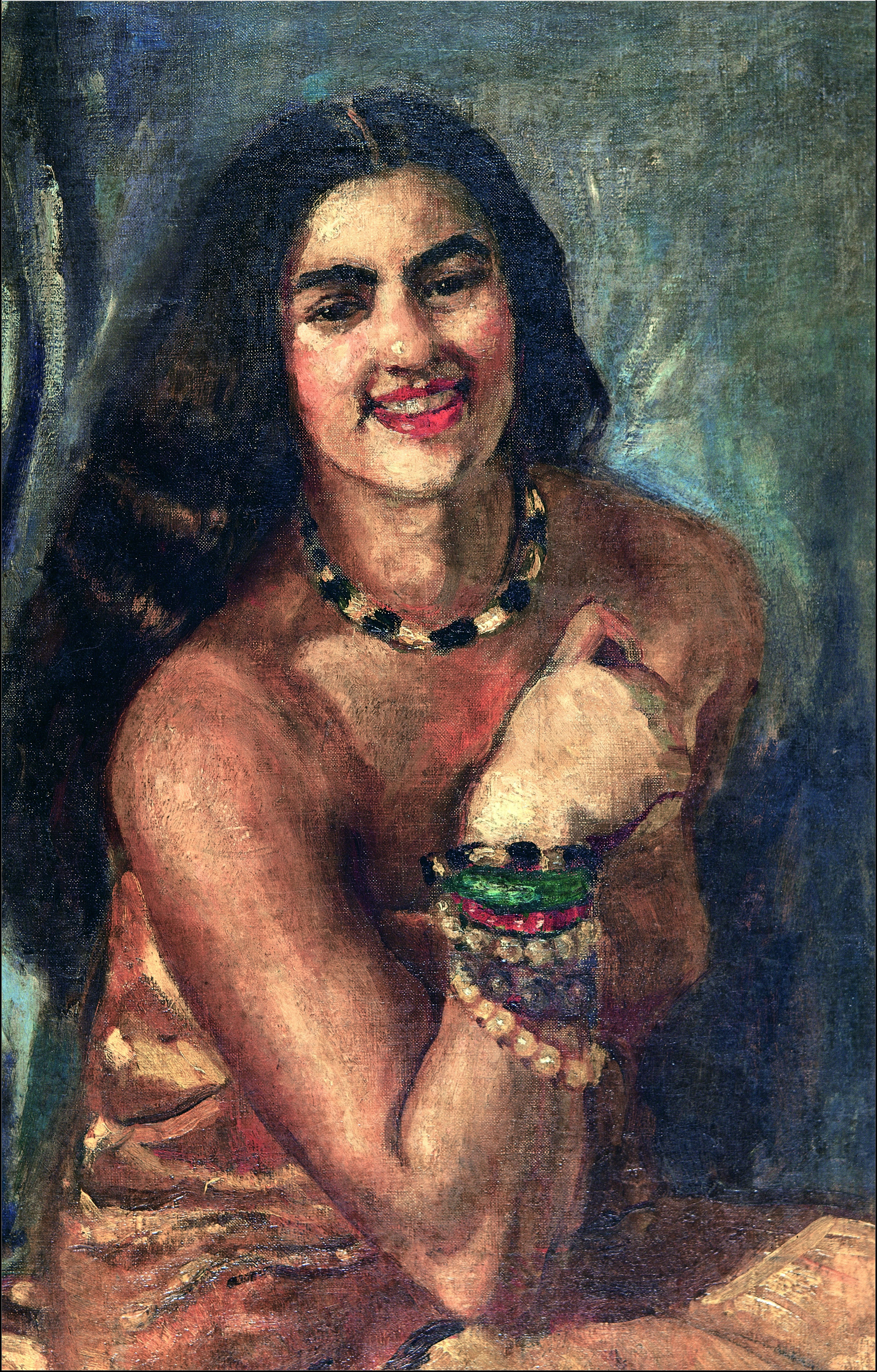
Önarckép, 1930
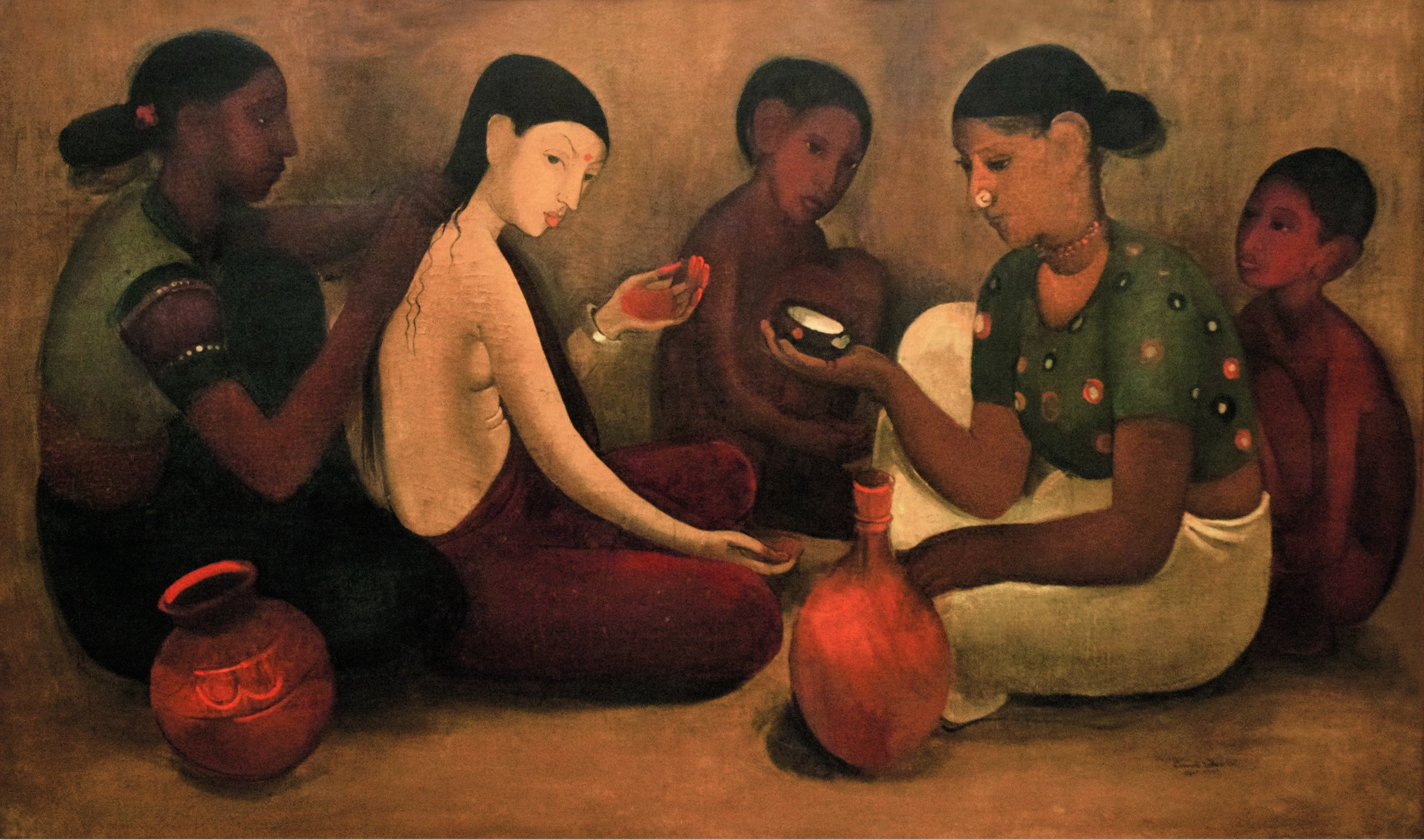
A menyasszony ruhája, 1937
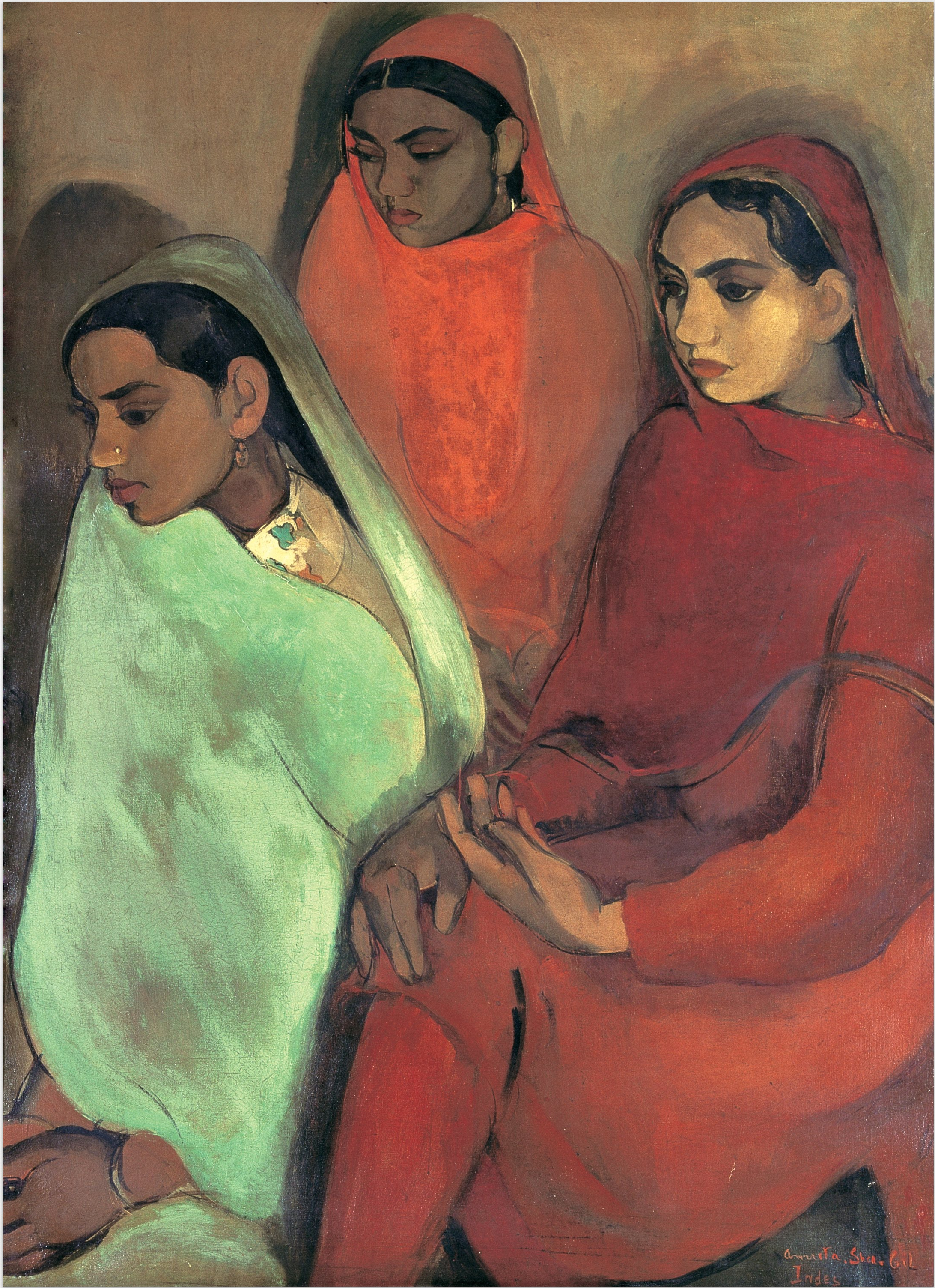
Három lány, 1935
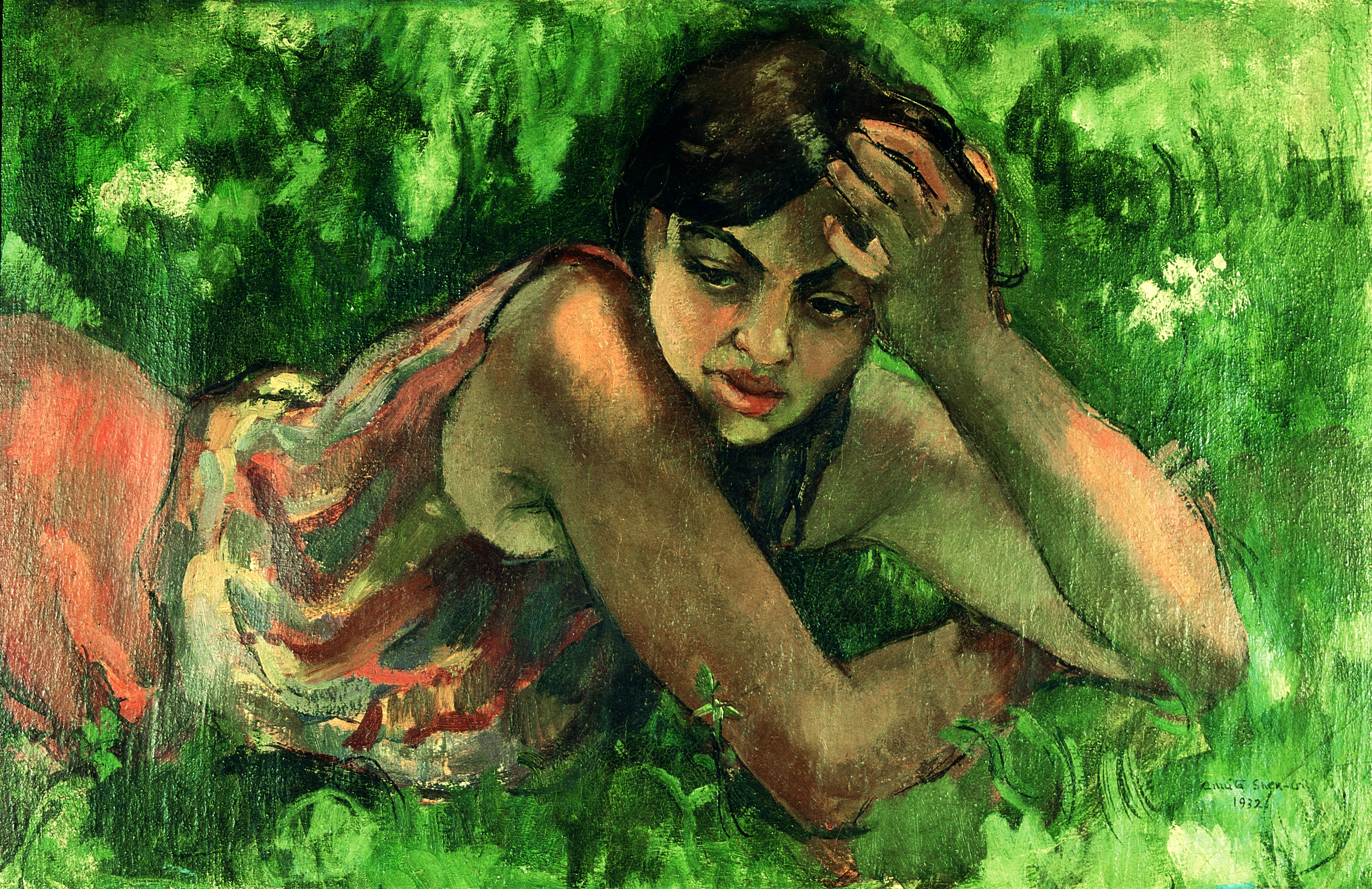
Magyar cigánylány, 1932
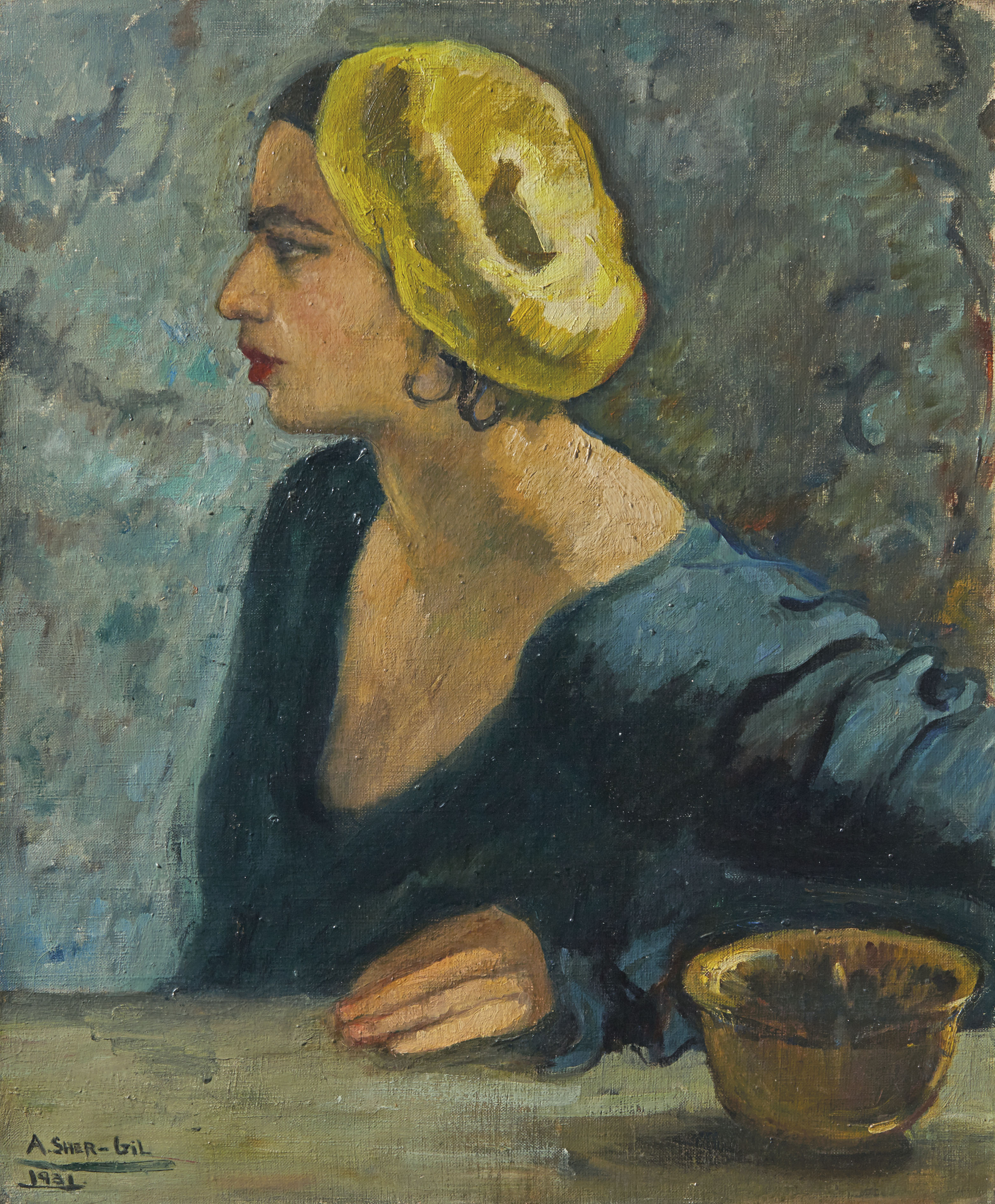
Önarckép (cím nélkül), 1931
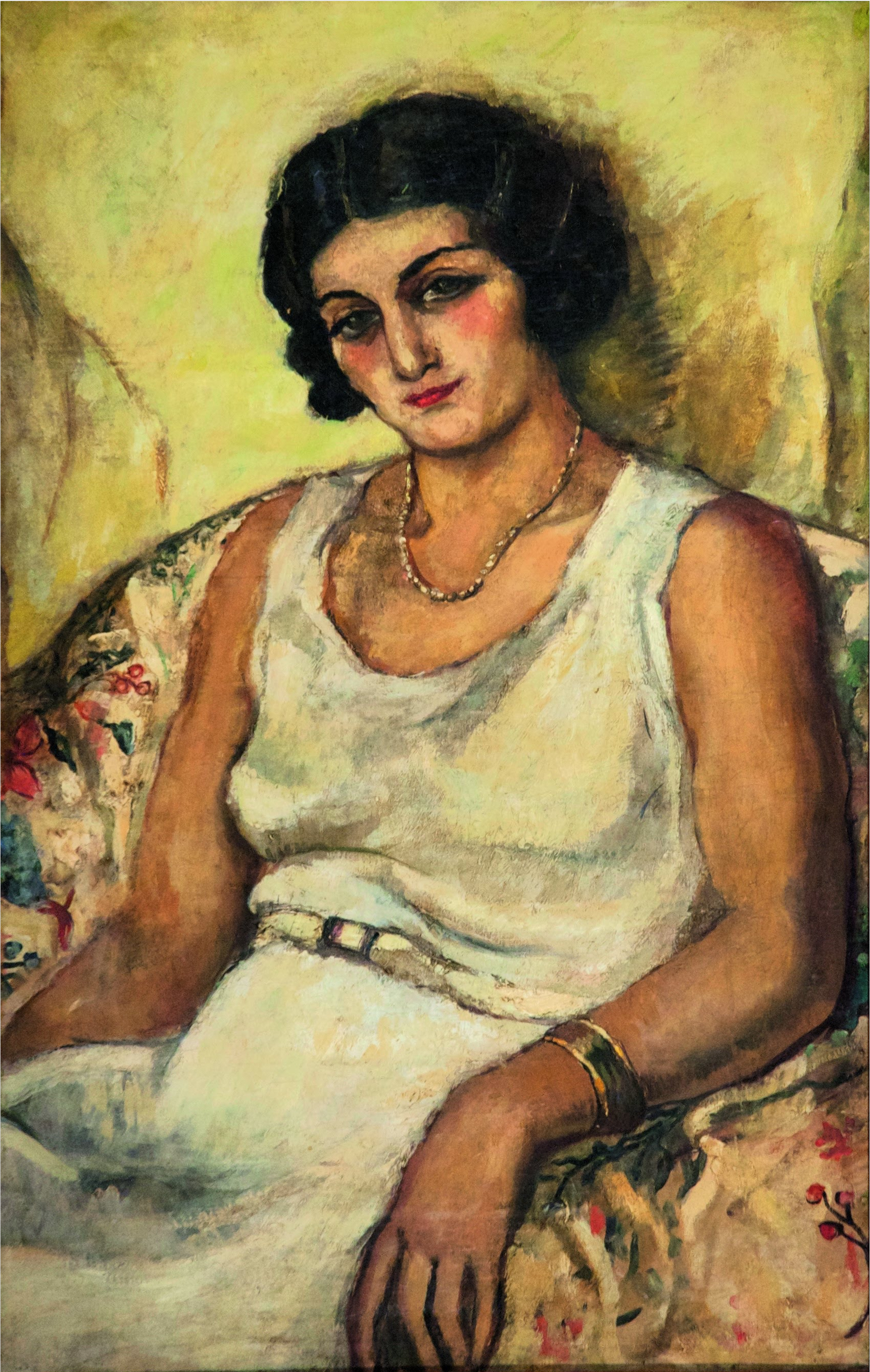
Szepessy Klára, 1932
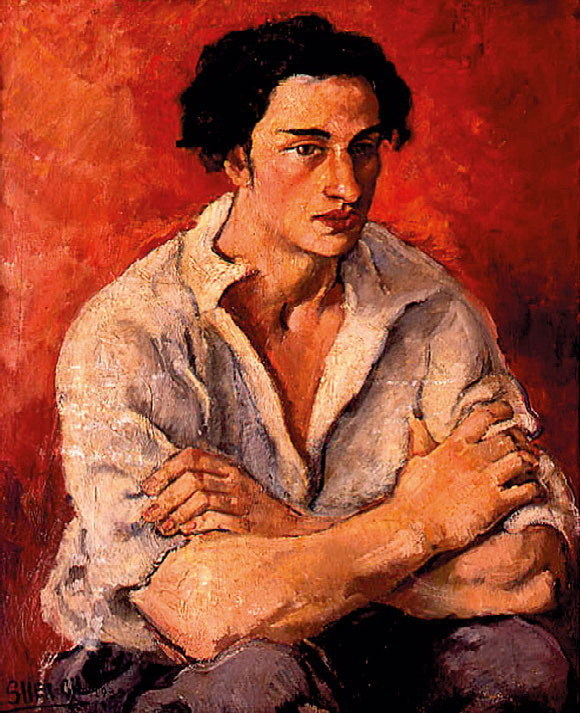
Fiatal férfi portréja, 1930
Falusi jelenet, 1938
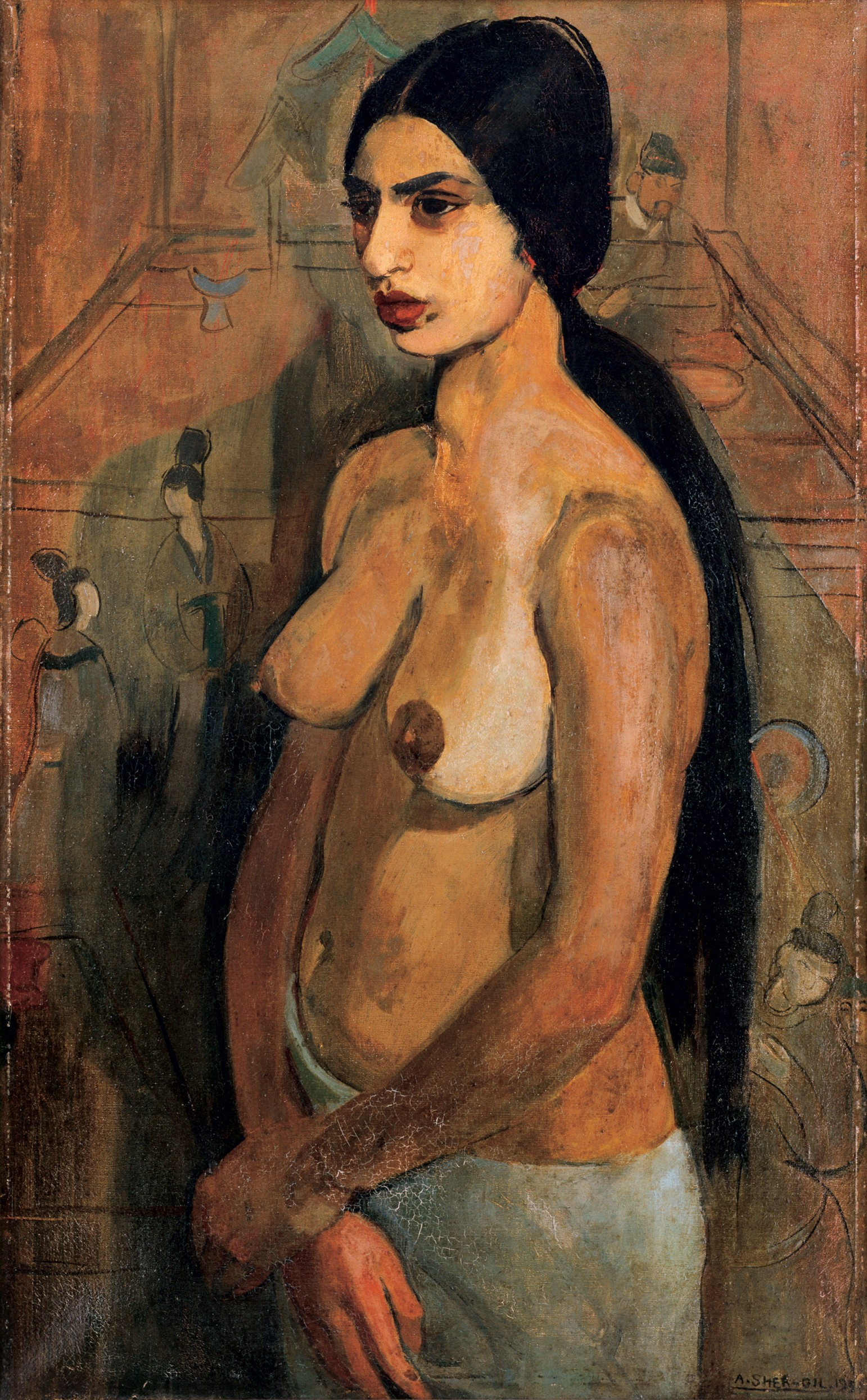
Álló akt, 1934

## Kiállítások
- Six Indian painters, 1982, London, Tate Gallery,
- Centre National des Art Plastiques, 1985, Párizs,
- Amrita Sher-Gil és francia magyar kapcsolatai, 2001. szeptember 5. – október 3. Budapest, Ernst Múzeum, rendező: Keserű Katalin.
- Amrita Sher-Gil – Eine indische Künstlerfamilie im 20. Jahrhundert, 2006-2007, Haus der Kunst, München, édesapja és unokaöccse, Vivan Sundaram műveivel együtt a legnagyobb európai életmű-kiállítás.

## Film
- Amrita Sher-Gil I-III., magyar dokumentumfilm,[25] 1999, író, rendező: Sára Sándor, operatőr: Wonke Dezső.[10]

## Fordítás
- A szócikk a Szikh Art honlap Amrita Sher-Gilről szóló cikkének (angol nyelven). (Hozzáférés: 2009. április 24.) fordítása alapján készült. (Sikh-heritage – a honlapon található mindhárom cikk felhasználásra került a szócikk megírásához.)